# 1926 Demiddelaer
1926 Demiddelaer је астероид главног астероидног појаса чија средња удаљеност од Сунца износи 2,657 астрономских јединица (АЈ).
Апсолутна магнитуда астероида је 11,6.